# Station Robaków
Station Robaków is een spoorwegstation in de Poolse plaats Robaków.